# Dimítrisz Kondópulosz
Dimítrisz Kondópulosz (görögül: Δημήτρης Κοντόπουλος, angol átírásban Dimitris Kontopoulos; Athén, 1971. november 9. – ) görög zeneszerző és producer.

## Magánélete
Kondópulosz Athénban, Görögországban született 1971. november 9-én. Az iskola elvégzése után filmzene szakon folytatta tanulmányait a Berklee-n Bostonban, Massachusettsben és a Dél-kaliforniai Egyetemen Los Angelesben, Kaliforniában.
Kondópulosz nős, két gyermeke van.

## Pályafutása
Kondópulosz 1999 és 2000 között vált aktívvá a zeneiparban.

## Dalszerzői diszkográfia

### Eurovíziós Dalfesztivál
| Év   | Ország           | Dal                  | Előadó             | Döntő                       | Pontszám                    | Elődöntő           | Pontszám           |
| ---- | ---------------- | -------------------- | ------------------ | --------------------------- | --------------------------- | ------------------ | ------------------ |
| 2007 | Fehéroroszország | Work Your Magic      | Koldun             | 6.                          | 145                         | 4.                 | 176                |
| 2008 | Ukrajna          | Shady Lady           | Ani Lorak          | 2.                          | 230                         | 1.                 | 152                |
| 2009 | Görögország      | This Is Our Night    | Sakis Rouvas       | 7.                          | 120                         | 4.                 | 110                |
| 2013 | Azerbajdzsán     | Hold Me              | Farid Mammadov     | 2.                          | 234                         | 1.                 | 139                |
| 2014 | Oroszország      | Shine                | Tolmachevy Sisters | 7.                          | 89                          | 6.                 | 63                 |
| 2016 | Oroszország      | You Are the Only One | Sergey Lazarev     | 3.                          | 491                         | 1.                 | 342                |
| 2017 | Görögország      | This Is Love         | Demy               | 19.                         | 77                          | 10.                | 115                |
| 2018 | Azerbajdzsán     | X My Heart           | Aisel              | Nem jutott tovább a döntőbe | Nem jutott tovább a döntőbe | 11.                | 94                 |
| 2019 | Oroszország      | Scream               | Sergey Lazarev     | 3.                          | 370                         | 6.                 | 217                |
| 2020 | Görögország      | Superg!rl            | Stefania           | Elmaradt a verseny          | Elmaradt a verseny          | Elmaradt a verseny | Elmaradt a verseny |
| 2020 | Moldova          | Prison               | Natalia Gordienko  | Elmaradt a verseny          | Elmaradt a verseny          | Elmaradt a verseny | Elmaradt a verseny |
| 2021 | Görögország      | Last Dance           | Stefania           | 10.                         | 170                         | 6.                 | 184                |
| 2021 | Moldova          | Sugar                | Natalia Gordienko  | 13.                         | 115                         | 7.                 | 179                |
| 2024 | Ciprus           | Liar                 | Silia Kapsis       | 15.                         | 78                          | 6.                 | 67                 |
| 2025 | Ciprus           | Shh                  | Theo Evan          | Nem jutott tovább a döntőbe | Nem jutott tovább a döntőbe | 11.                | 44                 |